# 格仙岛
格仙岛位于中国东北地区辽东半岛东侧的黄海中，是长山群岛里长山列岛中的一座岛屿，位于广鹿岛东北约10海里处，属于辽宁省长海县广鹿岛镇格仙村管辖。

## 地理
格仙岛呈西北－东南走向，东宽西窄。岛长3.5千米，宽410米，海岸线长9.2千米，陆域面积1.2平方千米。